# Richard Oram
Richard Oram né le 2 décembre 1960 est un historien écossais. Il est professeur d'histoire médiévale et environnementale à l'université de Stirling et conférencier honoraire en histoire à l'université d'Aberdeen. Il est également directeur du centre pour la politique et l'histoire environnementales à l'université de Stirling.

## Biographie
Il reçoit sa formation à l'université de St Andrews, où il a également mené sa thèse de doctorat sur Galloway au Moyen Âge. En 2000 il publie The Lordship of Galloway (Birlinn). Il a depuis écrit une biographie du roi David Ier d'Écosse (Tempus, 2004), et a publié un volume concernant le haut Moyen Âge de la série des New Edinburgh History of Scotland, portant le titre Domination and Lordship: Scotland, 1070-1230.

## Principaux travaux
- (2000) The Lordship of Galloway. Édimbourg : John Donald,  (ISBN 0-85976-541-5)
- (2004) David I : the king who made Scotland : Stroud : Tempus,  (ISBN 0-7524-2825-X)
- (2011) Domination and Lordship: Scotland, 1070-1230 « The New Edinburgh History of Scotland » Volume 3  E.U.P (Edinburgh 2011)  (ISBN 978-0-7486-1497-4) p. 430.
- (2012) Alexander II (1214-1249) King of Scots Birlinn Ltd, (Edinburgh 2012),  (ISBN 9781907909054).

### Collaborations
- avec Richard Fawcett: (2004) Melrose Abbey, UK: Tempus Publishing,  (ISBN 0-7524-2867-5)